# Світлодольська сільська рада
Світлодо́льська сільська рада (рос. Светлодольский сельский совет) — сільське поселення у складі Білозерського району Курганської області Росії.
Адміністративний центр — село Світлий Дол.
Населення сільського поселення становить 1064 особи (2017; 1211 у 2010, 1624 у 2002).

## Склад
До складу сільського поселення входять:
| Населений пункт      | Населення, осіб (2002) | Населення, осіб (2010) |
| -------------------- | ---------------------- | ---------------------- |
| Кірово, присілок     | 122                    | 75                     |
| Мендерське, присілок | 241                    | 171                    |
| Обабково, присілок   | 6                      | -                      |
| Орловка, присілок    | 169                    | 82                     |
| Розсохина, присілок  | 8                      | 2                      |
| Світлий Дол, село    | 871                    | 722                    |
| Юрково, присілок     | 207                    | 159                    |